# Антонов, Валериан Михайлович
Валериа́н Миха́йлович Анто́нов (литературный псевдоним: В. Правдин; 1826 или 1829, Тифлисская губерния — 1902, Санкт-Петербург) — русский полковник, участник Кавказской и Крымской войн, полицмейстер Одессы (известен как активный борец с коррупцией), и в дальнейшем и. д. полицмейстера Санкт-Петербурга, действительный статский советник, беллетрист и драматург.

## Биография
Родился в Тифлисской губернии в 1826 или 1829 году. Сын обер-офицера. Имел дворянское происхождение. Образование получил в Тифлисской гимназии.
1 августа 1844 года Антонов был зачислен унтер-офицером в Апшеронский пехотный полк, но с прикомандированием к Эриванскому карабинерному полку «для испытания по службе». В составе того же полка с 1845 года принял участие в Кавказской войне. В том же году получил ранение в левую ногу выше колена «с открытием раны». За проявленную храбрость в боях с горцами на Северном Кавказе был награждён знаком отличия Военного ордена Св. Георгия. 16 января 1846 года по собственному желанию был переведён в Эриванский полк официально. За проявленное мужество при возведении Ачхоевского укрепления, 3 октября 1847 года произведён в офицеры (со старшинством от 19 июня 1846 г.). 26 апреля 1853 года за отличие по службе был произведён в подпоручики.
Во время Крымской войны Антонов в составе того же Эриванского полка принимал участие в боевых действиях на кавказском театре войны. В 1853 году за отличие в боях с турками награждён орденом Св. Анны 4-й степени с надписью «За храбрость». Также «за отличия в делах против турок» 18 апреля 1854 года был произведён в поручики. 24 июля 1854 года получил пулевое ранение в правую голень навылет и был отправлен на лечение Александропольский военно-временный госпиталь. За отличие в том деле 17 июня 1855 был ― награждён чином штабс-капитана.
В 1859 году Антонов в чине капитана был переведён в 20-й стрелковый батальон и в том же году в составе Чеченского отряда русской армии принял участие в летней экспедиции против горцев. «За боевые отличия и понесённые труды» в той кампании Антонов был награждён орденом Св. Станислава 2-й степени с мечами. В 1862 году в чине майора он подал в отставку, однако после поднятия польской шляхтой в 1863 году восстания, он в январе 1864 года в чине капитана зачислился в Отдельный корпус жандармов, в котором сразу был назначен начальником жандармского управления Поневежского уезда.
После окончательного подавления польского мятежа, Антонов перевёлся в санкт-петербургскую полицию, где вступил в должность пристава одного из участков города. В 1871 году в чине подполковника он переехал в Одессу, где вступил в должность полицмейстера в городском полицейском управлении города. Там Антонов с «азартом» вёл оперативно-розыскные работы, и за отличные успехи по работе в том же году 24 октября ему был присвоен чин полковника и вручён в награду бриллиантовый перстень.
Отличительными чертами Антонова являлись «честность» и «принципиальность». Вёл активную борьбу с коррупцией, в частности со взяточничеством в полицейском аппарате, в результате чего нажил себе много врагов из круга высших должностных лиц. В 1873 году он был оклеветан, и на основе ложных обвинений в том же году был отстранён от занимаемой им должности. Находясь под следствием, он занялся литературной деятельностью, используя при этом свой полицейский опыт. Суд состоялся только в 1878 году, и по его решению Антонов был исключён со службы.
В 1880 году, после соответствующего доклада министра юстиции Д. Н. Набокова, Антонову лично Александром II вновь было позволено вступить в службу. После этого он продолжил службу полицейским приставом одного из участков Санкт-Петербурга, затем был назначен исполняющим должность полицмейстера столицы. Осенью 1884 года по болезни Антонов подал в отставку, выйдя в неё с мундиром и пенсией.
Умер 1 (14) марта 1902 года. Похоронен на Волковском православном кладбище в Санкт-Петербурге.

## Награды
- Знак отличия Военного ордена (1845)
- орден Святой Анны 3-й степени с бантом (1851)
- орден Святой Анны 4-й степени с надписью «За храбрость» (1853)
- орден Святого Станислава 2-й степени с мечами (1859)
- императорская корона к ордену Св. Станислава 2-й ст. (1869)
- бриллиантовый перстень (1871)
- орден Святого Владимира 4-й степени с бантом за выслугу 25 лет (1872)
- орден Святой Анны 2-й степени (1881)

## Литературная деятельность
С того времени как Антонов оказался под следствием он занялся литературной деятельностью (писал под псевдонимом В. Правдин). Под влиянием авантюрного романа Крестовского «Петербургские трущобы», Антонов в 1874 году написал дилогию, состоящую из романов «Одесские катакомбы: Записки полицейского агента» (переиздан в 1900 г.).
По выходе в 1884 году на пенсию он продолжил заниматься литературной деятельностью. Написал «Спиритка-убийца» (1886, переиздан в 1900 г. под названием «Одесские трущобы. Граф Брендостели», и экранизирован в 1912 и 1915 гг.). Также Антонов писал и публиковал бытовые комедии и воспоминания о войне на Кавказе.
Антонов был сослуживцем и другом руководителя обороны баязетской цитадели в русско-турецкую войну 1877―1878 годов ― Ф. Э. Штоквича. В 1878 году Антонов издал брошюру «23-х дневная оборона Баязетской цитадели и комендант Фёдор Эдуардович Штоквич», впоследствии трижды переизданную. Также, уже после смерти последнего, Антонов в ежемесячном историческом издании «Русская старина» (1897) опубликовал статью «Картинки из боевой жизни. (Из посмертных записок Ф. Э. Штоквича)».

## Избранная библиография
- Одесские катакомбы: Записки полицейского агента (СПб., 1874);
- Совесть заговорила (СПб., 1889);
- Психопатки или Что баба, то устав (СПб., 1889);
- Мазинисты (СПб., 1889);
- От горя бежала, да на беду попала (СПб., 1890);
- Одесские трущобы. Граф Брендостели (СПб., 1900; экранизировалось в 1912 и 1915 гг.);
- 23-х дневная оборона Баязетской цитадели и комендант Фёдор Эдуардович Штоквич Архивная копия от 9 июля 2021 на Wayback Machine (СПб., 1878; Материалы к истории Баязетской осады);
- Картинки из боевой жизни. (Из посмертных записок Ф. Э. Штоквича) Архивная копия от 6 сентября 2014 на Wayback Machine (СПб., 1897; статья, опубликованная в журнале «Русская старина»).